# (469219) Камоалева
(469219) Камоалева, ранее (469219) 2016 HO3 — астероид, обнаруженный 27 апреля 2016 года, который является лучшим и наиболее стабильным на сегодняшний день примером постоянного квазиспутника Земли. Максимально отдаляется от Земли на 100 расстояний между планетой и Луной, а минимально — на 38 расстояний. Стал квазиспутником Земли около 100 лет назад, по данным на середину июня 2016 года считалось, что объект будет представлять собой квазиспутник Земли ещё несколько столетий, но в начале августа того же года стало известно, что предыдущие оценки оказались заниженными и он останется квазиспутником миллион лет или даже больше.
Квазиспутник был открыт с помощью гавайского автоматического телескопа Pan-STARRS 1 (PS1) системы Pan-STARRS астрономом Полом Чодасом из Лаборатории реактивного движения НАСА в Пасадене (США), после открытия Пол Чодас и коллеги продолжают исследовать астероид, чтобы по составу определить его дальнейшее существование.
Китайское национальное космическое управление отправило к Камоалева зонд [Тяньвэнь-2], который совершит облёт астероида, посадку на его поверхность, сбор образцов и доставку их на Землю в возвращаемом модуле. После этого сам зонд отправится к комете 133P/Эльст — Писарро. Старт миссии состоялся 28 мая 2025 года.